# Сімуньє (аеродром)
Аеродро́м «Сімуньє» (англ. Airport Simunye) — аеродром Свазіленду, розташований поряд з містечком Сімуньє.